# 万科尔油田
万科尔油田（俄语：Ванкорское нефтегазовое месторождение）是俄罗斯东西伯利亚克拉斯诺亚尔斯克边疆区图鲁汉斯克区伊加尔卡以西130公里处临近亚马尔-涅涅茨自治区的一个油田，估算石油储量5.2亿吨和950亿立方米天然气，2009年8月投产。管理方为俄罗斯石油，股东还包括印度石油公司。产出主要供给中国和波罗的海国家。